# Oxygonia
Oxygonia is een geslacht van kevers uit de familie van de loopkevers (Carabidae). De wetenschappelijke naam van het geslacht is voor het eerst geldig gepubliceerd in 1837 door Carl Gustaf Mannerheim.

## Soorten
Het geslacht Oxygonia omvat de volgende soorten:
- Oxygonia annulipes Bates, 1872
- Oxygonia boucardi Chevrolat, 1881
- Oxygonia buckleyi Bates, 1872
- Oxygonia carissima Bates, 1872
- Oxygonia delia (Thomson, 1859)
- Oxygonia erichsoni W. Horn, 1898
- Oxygonia fleutiauxi W. Horn, 1896
- Oxygonia floridula Bates, 1872
- Oxygonia gloriola Bates, 1872
- Oxygonia kippenhani Schule, 2008
- Oxygonia kondratieffi Kippenhan, 1997
- Oxygonia moreti Deuve, 1992
- Oxygonia moronensis Bates, 1872
- Oxygonia nigricans W. Horn, 1926
- Oxygonia nigrovenator Kippenhan, 1997
- Oxygonia oberthueri W. Horn, 1896
- Oxygonia onorei Cassola & Kippenhan, 1997
- Oxygonia prodiga Erichson, 1847
- Oxygonia schoenherri Mannerheim, 1837
- Oxygonia uniformis W. Horn, 1900
- Oxygonia vuillefroyi Chaudoir, 1869